# Malês
Malês (del haussa málami, "professor", "senyor"; en ioruba imale, "musulmà") va ser el terme utilitzat al Brasil del segle xix per designar els esclaus negres musulmans. Sovint havien rebut millor formació que els seus amos i, malgrat la seva condició d'esclaus, no eren submisos, sinó molt altius. En la història del Brasil, es van fer famosos per l'anomenada Revolta dels Malês, que va tenir lloc l'any 1835 a Bahia, on eren més nombrosos. També hi havia comunitats malés a Pernambuco, Alagoas i Rio de Janeiro.

## Història
Desde l'inici de la colonització i fins al segle xix, no hi va haver llibertat religiosa al Brasil. Els que no eren catòlics s'havien de convertir, el que va generar resistència i repressió. Els malés, disseminats per Pernambuco i Bahia en un primer moment, van reaccionar davant aquesta imposició per salvaguardar la seva fe i cultura. Per esquivar el control, els malés van emprar un recurs de resistència espiritual, la dissimulació religiosa. Aquesta ja era utilitzada pels musulmans xiïtes i els teòlegs islàmics l'anomenen al'tagiyya (emmascarar, ocultar, camuflar).
Els malés arribaren al Brasil a finals del segle xviii, havent sigut esclavitzats en guerres locals de la regió que ara ocupa el Sudan. Molts foren capturats durant la gihad declarada el 1804 pel xeic fulbe Usman Dan Fodio (1754-1817) contra els hausses. Tot i que en realitat pertanyien grups etnoculturals diversos, al Brasil es van conèixer genèricament com malês o muçurumins. Tot i que van haver de ser batejats, van buscar, encara que amb discreció, preservar la seva religió. Van promoure en secret activitats d'alfabetització i memorització de l'Alcorà. Eren, doncs, bilingües i alfabetitzats en àrab, amb un nivell cultural superior al dels brasilers de l'època, incloent els seus propis amos. Descontents amb la condició d'esclavitud, van organitzar diversos aixecaments, sent-ne el més destacat el que va tenir lloc durant el Ramadà de 1835, a Salvador.
En la descripció de l'historiador Ramos, eren «alts, robusts, forts i treballadors. Portaven, com altres negres musulmans, una petita perilla, de vida regular i austera, no es barrejaven amb els altres esclaus». Per a historiadors com Reis, «la identitat ètnica i una religió combativa van confluir en la mobilització d'esclaus, que va provocar la revolta dels Malés».
Amb la derrota dels rebels, molts van ser condemnats a mort, i d'altres van ser deportats a l'Àfrica per tal de disminuir la seva influència sobre altres negres. Alguns van ser portats a Ajudá (actual Benín), on van ser rebuts per Francisco Félix de Sousa (1754–1849, habitual proveïdor d'esclaus per al Brasil). Dels que van aconseguir fugir, alguns van romandre amagats, mentre que una part va emigrar a Rio de Janeiro. El culte de l'islam va patir una forta repressió després de 1835, reduint les possibilitats d'expansió. Després de la supressió de les revoltes, els cultes malés es van interrompre. Hostilitzats i disgregats entre la població afrodescendent, van començar a perdre la seva identitat i a adquirir nous costums i creences.
A Salvador, els malés posteriors a l'aixecament eren artesans, paletes qualificats o mestres. Fins i tot hi havia un diputat i conseller de l'Imperi: el metge bahià Salustiano Ferreira Souto (1814-1877), que, quan va morir, va ser enterrat amb els rituals del seu grup.